# Mount Hope (Kansas)
Mount Hope es una ciudad ubicada en el condado de Sedgwick en el estado estadounidense de Kansas. En el año 2010 tenía una población de 813 habitantes y una densidad poblacional de 301,11 personas por km².

## Geografía
Mount Hope se encuentra ubicada en las coordenadas 37°52′9″N 97°39′53″O / 37.86917, -97.66472 (37.869198, -97.664663).

## Demografía
Según la Oficina del Censo en 2000 los ingresos medios por hogar en la localidad eran de $38,512 y los ingresos medios por familia eran $45,625. Los hombres tenían unos ingresos medios de $36,484 frente a los $29,375 para las mujeres. La renta per cápita para la localidad era de $19,103. Alrededor del 3.7% de la población estaban por debajo del umbral de pobreza.